# Christian Amoah
Christian Amoah (nascido em 25 de julho de 1999) é um halterofilista ganês que representou seu país, Gana, na categoria até 85 kg do halterofilismo nos Jogos Olímpicos de Verão de 2016 no Rio de Janeiro.